# ديفيد ميلز
ديفيد إل. ميلز (بالإنجليزية: David L. Mills)‏ ولد في 3 يونيو/حزيران عام 1938. هو مهندس حاسوب أمريكيِ. كان رئيس لجنة عمل الأزاميل والرئيس الأول للجنة عمل هندسة الإنترنت المعمارية. اخترع نظام توقيت الشبكة، وموجه كرة الزغب، ونظام البوّابة الخارجي. في عام 1999 عُيِّن زميلًا لجميعة بحوث الحاسوب، وفي عام 2002 أصبح زميلًا في معهد المهندسين الكهربائيين والإلكترونيين، وفي عام 2008 اختير عضوًا في الأكاديمية الوطنية للهندسة. عمل ميلز أستاذاً في جامعة ديلوار.

## وصلات خارجية
- الموقع الألكتروني لديفيد ميلز